# Bitozeves
Bitozeves (en allemand : Wittosess) est une commune rurale du district de Louny, dans la région d'Ústí nad Labem, en Tchéquie. Sa population s'élevait à 449 habitants en 2021.

## Géographie
Bitozeves se trouve à 12 km à l'ouest du centre de Louny, à 44 km au sud-ouest d'Ústí nad Labem et à 66 km au nord-ouest de Prague.
La commune est limitée par Blažim au nord, par Výškov et Postoloprty à l'est, par Lišany et Staňkovice au sud, et par Velemyšleves à l'ouest.

## Histoire
La première mention écrite de Bitozeves date de 1318.

## Administration
La commune se compose de quatre quartiers :
- Bitozeves
- Nehasice
- Tatinná
- Vidovle

## Économie
Une importante zone industrielle a été aménagée sur l'ancien aéroport militaire de Žatec, le long de l'autoroute D7, près du point de rencontre des districts de Most, Louny et Chomutov, d'où son nom : Zone industrielle stratégique Triangle (en anglais : Strategic Industrial Zone Triangle, en tchèque : Strategická průmyslová zóna Triangle). La zone industrielle couvre 364 ha sur les territoires des communes de Bitozeves, Žiželice, Staňkovice et Velemyšleves. En 2020, elle accueille 13 entreprises qui emploient 5 370 personnes

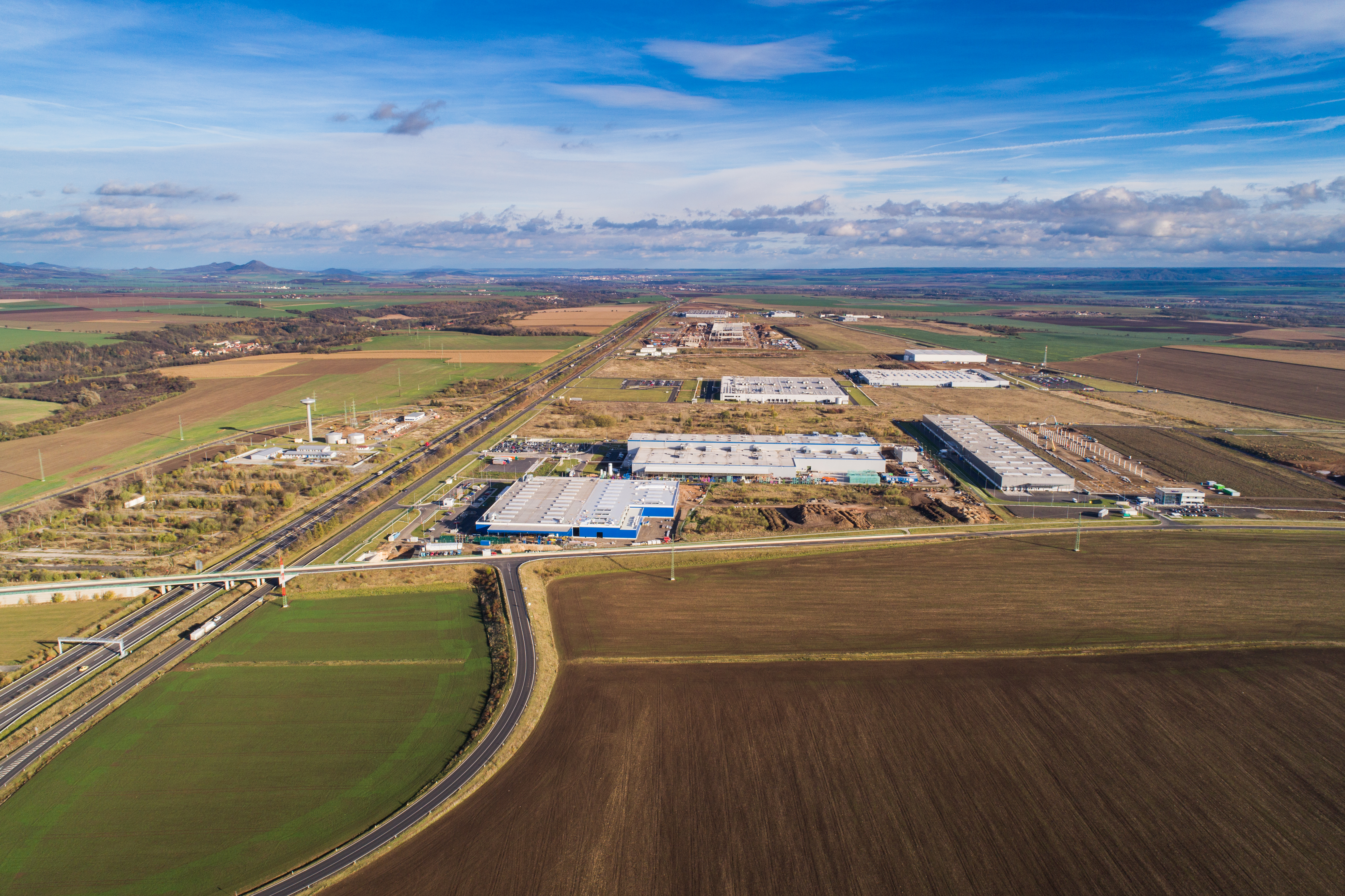
Zone industrielle stratégique Triangle.

## Transports
Par la route, Bitozeves se trouve à 10 km de Žatec, à 14 km de Louny, à 60 km d'Ústí nad Labem  et à 81 km de Prague.